# Okręt rozpoznawczy

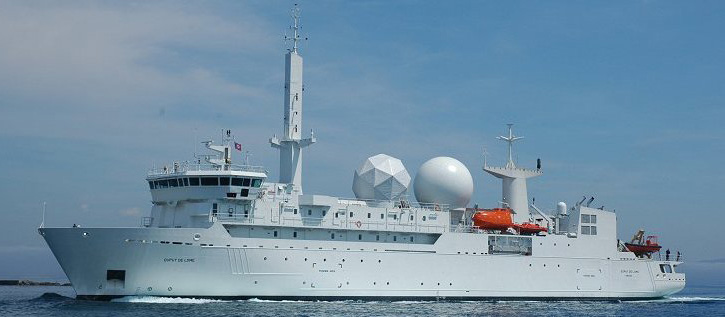
Francuski okręt rozpoznawczy „Dupuy de Lôme” z XXI wieku

Okręt rozpoznawczy lub okręt rozpoznania radioelektronicznego – okręt specjalny przeznaczony do prowadzenia rozpoznania radioelektronicznego (ang. SIGINT). Wyposażony jest w urządzenia radioelektroniczne, za pomocą których może wykrywać i analizować pracę stacji radiowych i radiolokacyjnych, czasem też hydrolokacyjnych.

## Historia

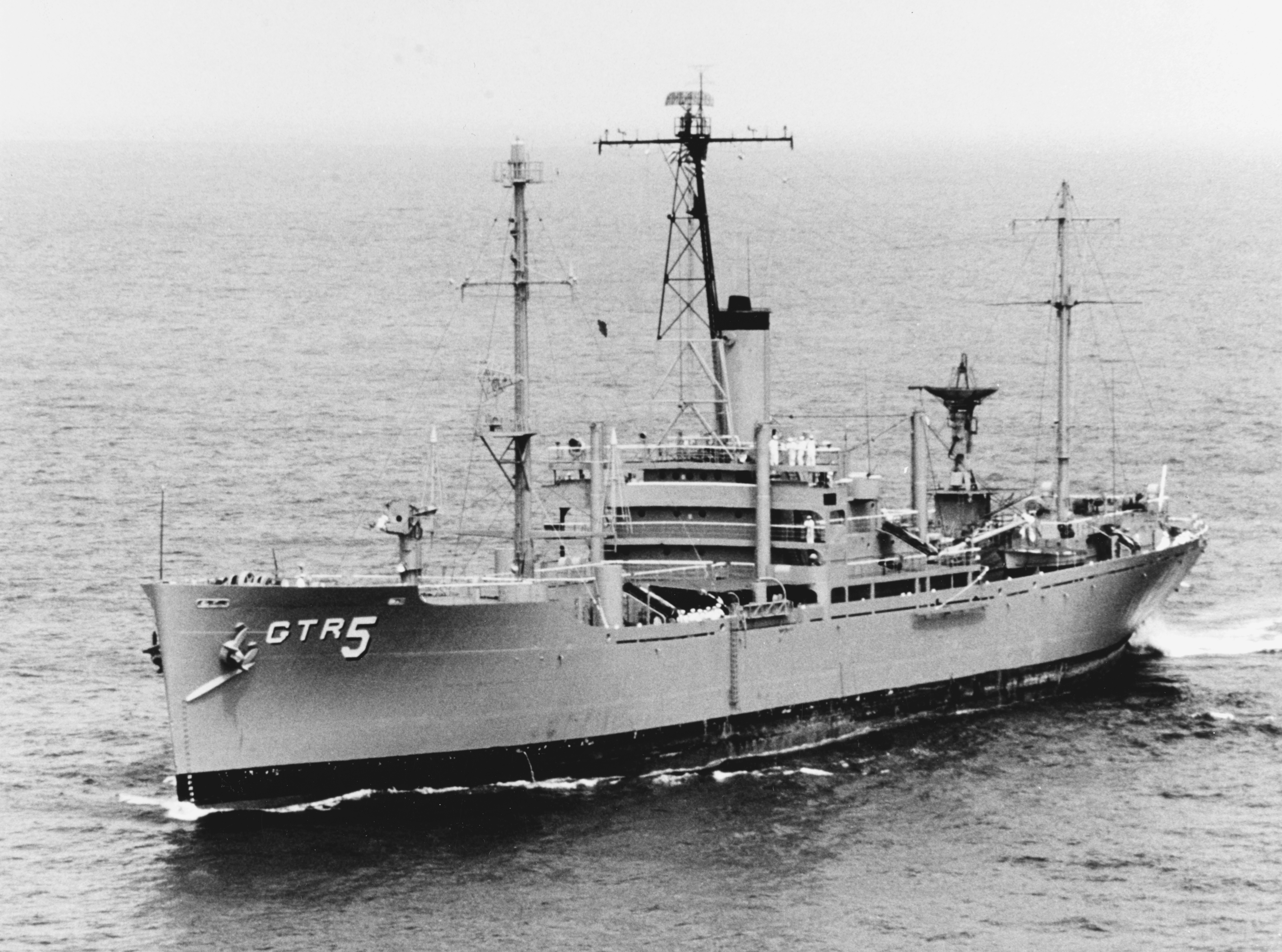
Amerykański okręt rozpoznawczy USS „Liberty” (AGTR-5) w 1967 roku

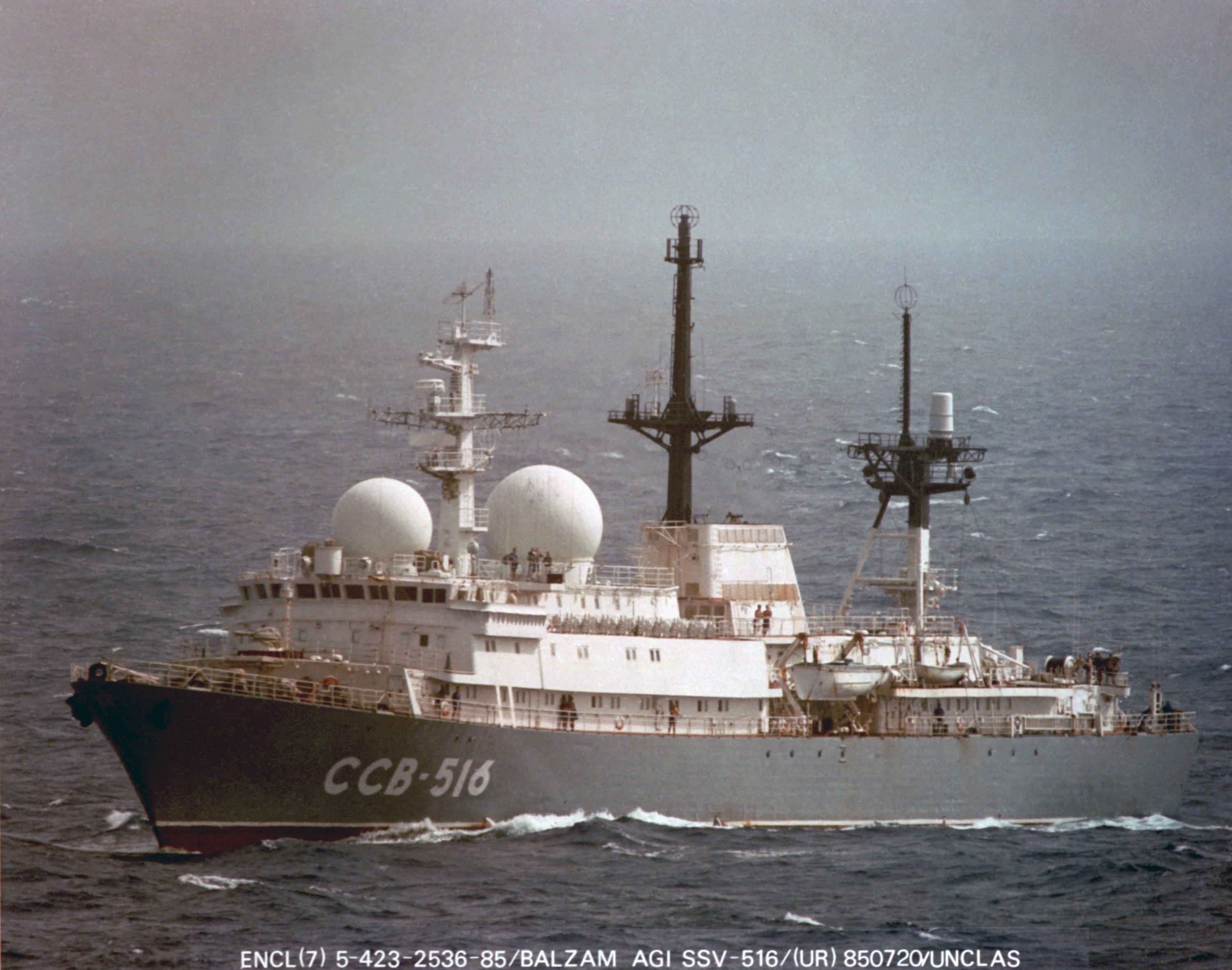
Radziecki okręt rozpoznawczy „Lira” proj. 1826 (NATO: Balzam) w 1985 roku

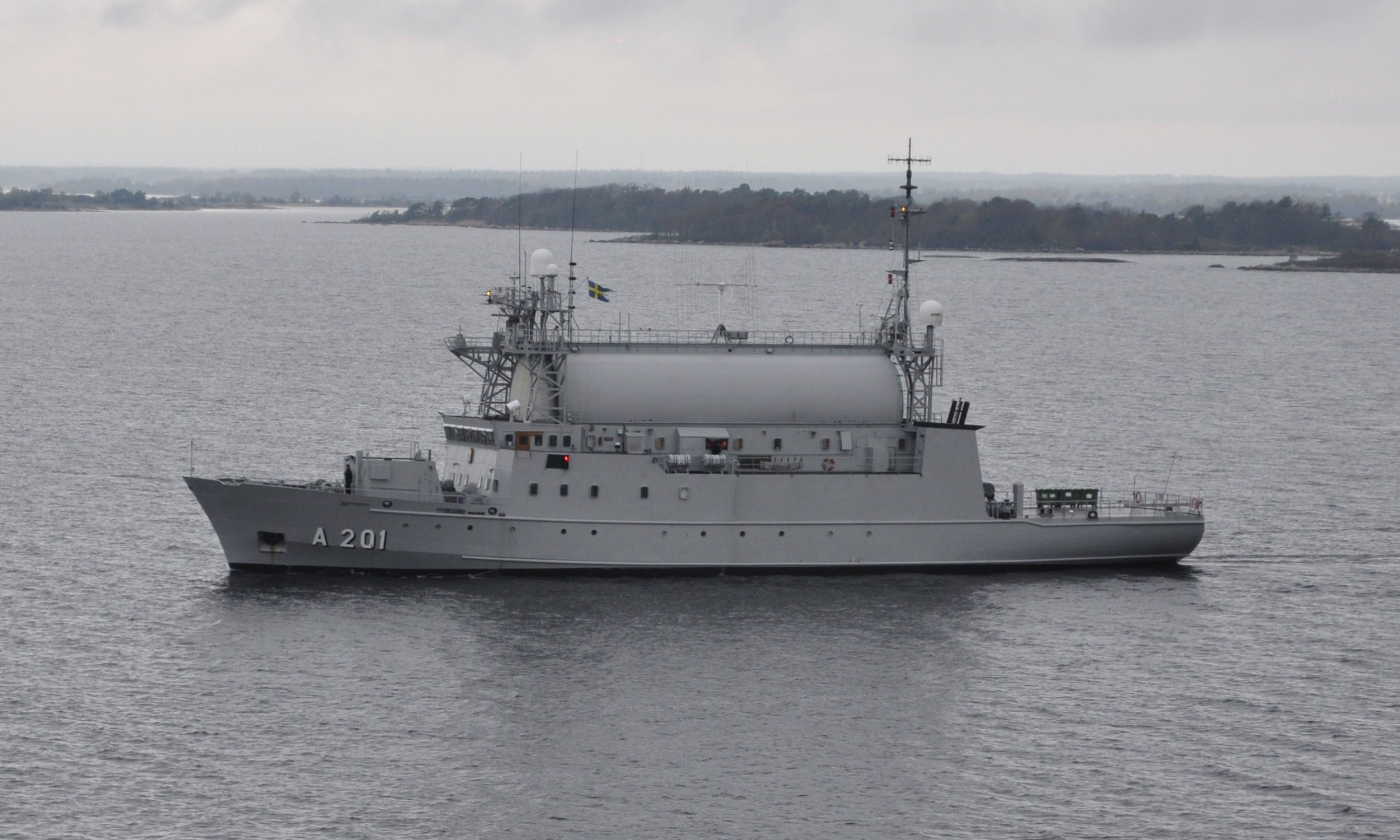
Szwedzki okręt rozpoznawczy „Orion”

Początki morskiego rozpoznania radioelektronicznego sięgają lat 20. i 30. XX wieku, kiedy Marynarka Wojenna USA i Marynarka Japonii zaczęły montować na okrętach specjalne wyposażenie służące do przechwytywania i dekodowania obcych transmisji radiowych.
Rozwój okrętów rozpoznawczych jako wyspecjalizowanej klasy rozpoczął się od lat 50. XX wieku w związku z zimną wojną oraz szybkim rozwojem nowych typów uzbrojenia rakietowego i wyposażenia elektronicznego okrętów. Głównym zadaniem okrętów rozpoznawczych stało się nie tylko przechwytywanie transmisji radiowych (ang. COMINT), ale też przechwytywanie promieniowania elektromagnetycznego niezwiązanego z komunikacją, przede wszystkim pochodzącego z radarów (ang. ELINT). Za pierwsze wyspecjalizowane okręty rozpoznawcze uważa się radzieckie „Izmieritiel” i „Protraktor” o wyporności 1050 ton, przebudowane w 1959 roku z trawlerów rybackich. W szczytowym okresie napięcia międzynarodowego USA używała ponad 20 okrętów rozpoznawczych, przebudowanych z innych jednostek, a ZSRR ponad 100, w tym jednostki specjalnie budowane w tym celu.
Typowym sposobem działania okrętów rozpoznawczych stało się śledzenie manewrów okrętów potencjalnego przeciwnika na poligonach morskich, prowadzone na ogół w sposób legalny, z wód międzynarodowych lub w wyłącznej strefie ekonomicznej. W szczególności cennym źródłem informacji jest obserwacja i analiza ćwiczeń z użyciem uzbrojenia oraz stosowanych procedur. W dogodnych okolicznościach możliwe jest także wyławianie z wody fragmentów wystrzelonego uzbrojenia lub urządzeń elektronicznych, jak boje sonarowe.
Wyróżnikiem okrętów rozpoznawczych jest wyposażenie w urządzenia radioelektroniczne, za pomocą których mogą wykrywać i analizować pracę stacji radiowych i radiolokacyjnych, określać ich częstotliwości robocze, moc promieniowaną, układy pracy i dane taktyczno-techniczne oraz ustalać kierunki i zasięgi pracujących stacji. W przypadku transmisji radiowych analizowana jest także treść transmisji. Nieodzownym wyposażeniem zewnętrznym są rozbudowane zespoły antenowe, często ukryte pod kopułami lub osłonami dielektrycznymi. Okręty rozpoznawcze mogą być także wyposażane w urządzenia rozpoznania obrazowego (IMINT) oraz rzadziej hydroakustycznego (ACINT). W tym celu mogą być wyposażone w urządzenia telewizyjne, noktowizyjne i termowizyjne, przydatne m.in. do analizy widma cieplnego. W przypadku przystosowania do rozpoznania akustycznego, niezbędne są także sonary, kadłubowe, opuszczane lub holowane.
Pożądanymi cechami okrętów rozpoznawczych są: duża dzielność morska, odpowiednia kubatura pomieszczeń wewnętrznych w celu instalacji aparatury, oraz wysoka autonomiczność okrętu (zapasy paliwa i prowiantu), pozwalająca na dłuższe rejsy. Dlatego z reguły nie budowano ich na wzór okrętów bojowych, lecz na wzór statków cywilnych, albo adaptowano ze statków transportowych lub rybackich. Ich wyporność sięga na ogół od tysiąca do kilku tysięcy ton, a długość od 70 do 100 m. Napędzają je na ogół silniki wysokoprężne, a prędkość sporadycznie tylko przekracza 20 węzłów. Z uwagi na konieczność zapewnienia energii dla licznych urządzeń, pożądaną cechą są generatory prądu elektrycznego o dużej mocy. Uzbrojenie służy do ograniczonej samoobrony i najczęściej ogranicza się do broni maszynowej kalibru do 12,7 mm. Sporadycznie stosowane są działka małokalibrowe (np. 25 mm na włoskim „Elettra”). Na radzieckich okrętach stosowano działka przeciwlotnicze kalibru 30 mm i samonaprowadzające się pociski przeciwlotnicze obrony bezpośredniej systemów Strieła i Igła. Specyficznym i wyjątkowym wielkim okrętem rozpoznawczym był tylko radziecki SSW-33 „Ural” o napędzie atomowym i wyporności 34 tysięcy ton.
Okręty rozpoznania radioelektronicznego zaliczane są do okrętów specjalnych, względnie ich podgrupy: okrętów sztabowych.

## W Polsce

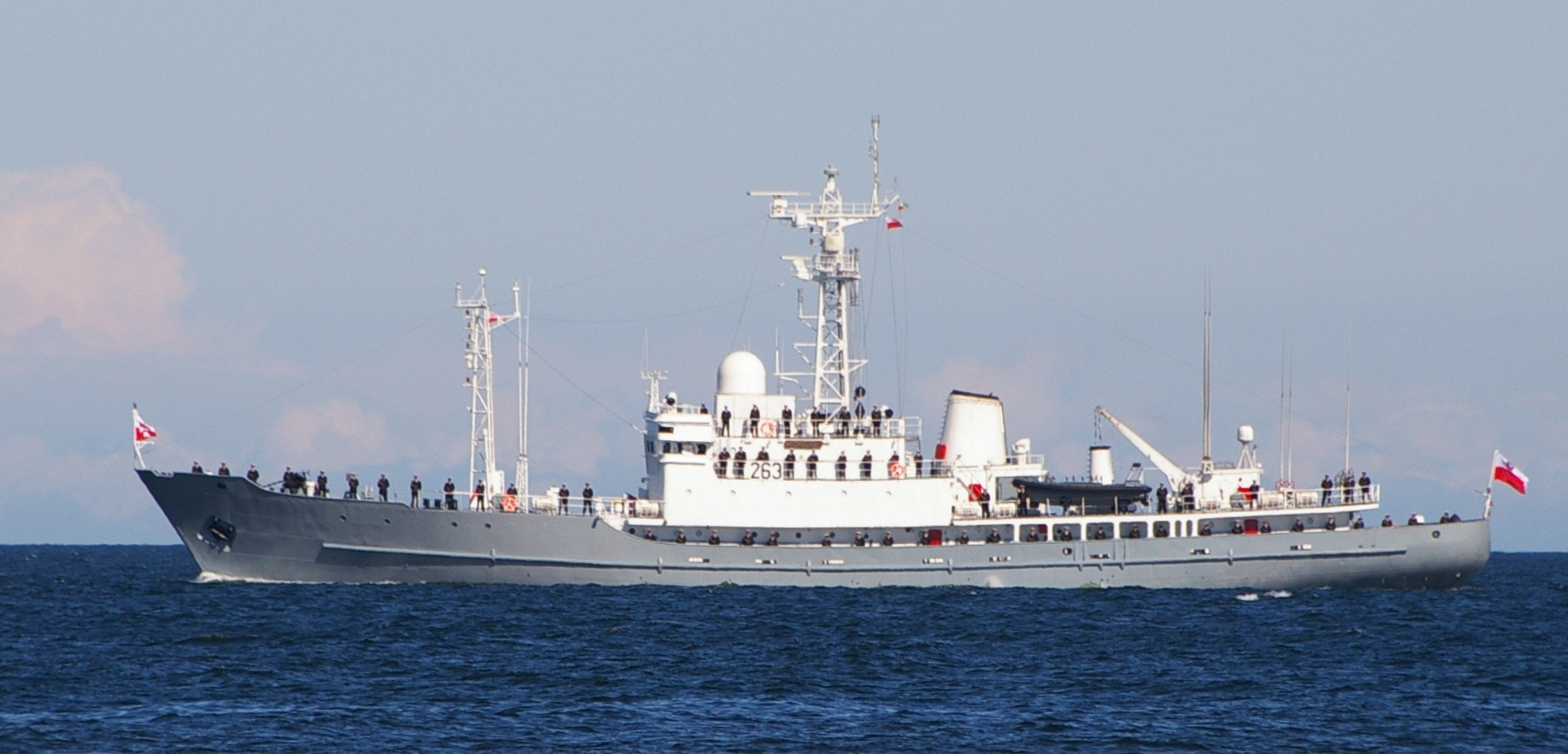
ORP „Hydrograf”

Polska Marynarka Wojenna początkowo nie posiadała wyspecjalizowanych okrętów rozpoznawczych. Dopiero pod koniec lat 60. XX wieku zaadaptowano w tym charakterze przeklasyfikowany okręt hydrograficzny ORP „Bałtyk”. W latach 1975–1976 wcielono do służby dwa nowe zbudowane w Polsce okręty rozpoznawcze projektu 863: OORP „Nawigator” i „Hydrograf”. W celu maskowania, oficjalnie określano je jako okręty hydrograficzne i dopiero 1 czerwca 1992 roku ich związek taktyczny został nazwany Grupą Okrętów Rozpoznawczych. W latach 2023–2024 rozpoczęto budowę dla Marynarki Wojennej dwóch nowych okrętów rozpoznawczych proj. 107 programu Delfin: „Jerzy Różycki” i „Henryk Zygalski”. W Polsce budowano też okręty tej klasy dla ZSRR: projektów 861M (NATO: Moma) i 864 (Vishnya).